# 斑點櫛嚙魚
斑點櫛嚙魚，為輻鰭魚綱脂鯉目脂鯉亞目脂鯉科的其中一個種，為熱帶淡水魚，分布於南美洲奧里諾科河及圭亞那沿岸淡水流域，體長可達8公分，棲息底中層水域，屬雜食性，以植物、昆蟲、甲殼類等為食，雌魚可一次產2千顆卵，生活習性不明，可做為觀賞魚。

## 扩展阅读
- 維基物種上的相關：斑點櫛嚙魚